# Jorge Molina
Jorge Molina Vidal (Alcoy, 22 april 1982) is een Spaans voetballer die als aanvaller speelt. In 2020 verruilde hij Getafe CF voor Granada CF.

## Clubcarrière
Molina speelde lang op lager niveau in Spanje waar hij zich ontwikkelde tot een veel scorende aanvaller. In 2007 kwam hij bij Polideportivo Ejido voor het eerst op het derde niveau te spelen. In 2010 kwam hij bij Real Betis waarmee hij in 2011 de Segunda División won en zo in het seizoen 2011/12 voor het eerst in de Primera División kwam. In 2014 degradeerde hij met zijn club maar keerde in 2015 met onder meer 19 doelpunten van Molina als kampioen weer terug. In 2016 ging hij naar Getafe CF waar hij in het seizoen 2016/17 met 22 doelpunten als vierde eindigde op de topscorerslijst van de Primera División. In 2020 ging hij naar Granada CF.